# Manuel Elisiário de Castro Meneses
Manuel Elisiário de Castro Meneses (Russas, 29 de abril de 1813 — Niterói, 5 de janeiro de 1885) foi bacharel em Direito e magistrado brasileiro. Entre 1879 e 1885, foi ministro do Supremo Tribunal de Justiça, órgão máximo Poder Judiciário no Brasil Império.

## Biografia
Nasceu na então vila de São Bernardo (atual município de Russas), Ceará, filho mais novo do servidor público Manuel do Nascimento Castro e Silva, futuro ministro da Fazenda e senador do Império, e de Margarida Joaquina de Cortona. Eram seus irmãos mais velhos Francisco Cândido de Castro Meneses e Augusto César de Castro Meneses, oficiais da Armada Brasileira. Através do pai, pertencia à família Castro, de grande influência no Ceará.
Em 1834, partiu para São Paulo com o intuito de entrar para o curso jurídico local, do qual se bacharelou em 26 de outubro de 1838, regressando em seguida para o Rio de Janeiro.
Iniciou sua carreira como magistrado por nomeação do presidente da província do Rio de Janeiro, Honório Hermeto Carneiro Leão, em 2 de março de 1842, no cargo de juiz municipal e de órfãos do termo de Cantagalo, sendo nomeado, no dia 9 do referido mês, por ato daquele presidente, delegado do Chefe de Polícia. Em decreto de 24 de novembro, ainda de 1842, foi nomeado pelo governo imperial para o cargo de juiz municipal do termo de Cantagalo, em confirmação do ato da presidência da província.
Preenchido o seu tirocínio como juiz municipal, foi logo despachado, por decreto de 23 e carta imperial de 27 de maio de 1843, para servir como juiz de direito da comarca de Cuiabá, na província de Mato Grosso. Por carta imperial de 29 do dito mês, foi nomeado primeiro vice-presidente e, por outro de 30 de junho, chefe de polícia da referida província. Partiu para Cuiabá, em 2 de julho de 1843, com o presidente da província, Zeferino Pimentel Moreira Freire e tomou posse em 13 de novembro. Durante o exercício destes cargos, de 1843 a 1845, em que também serviu como auditor de guerra, recebeu elogios dos presidentes de então, Moreira Freire e Gomes Jardim, e mais autoridades, como se vê dos ofícios por ele recebidos em diferentes épocas.
Foi removido, por decreto de 18 de março de 1845, para o cargo de juiz de direito da segunda vara de São Paulo, cargo que assumiu no dia 7 de janeiro de 1846; em aviso desta data, foi mandado assumir interinamente a chefia de polícia da província. Por ocasião da viagem do Imperador à provincia de S. Paulo, em 1846, fez-lhe mercê, por carta imperial de 22 de setembro, do título de cavaleiro da Imperial Ordem de Cristo, em attenção aos seus serviços prestados como juiz de direito e chefe de polícia.
Por decreto de 24 de março de 1849, foi removido para o juizado de direito da comarca de Itaboraí na província do Rio de Janeiro, do qual tomou posse em 27 de abril. Foi nomeado para exercer o lugar de juiz da primeira vara do Crime da Corte, por decreto de 6 de abril de 1850, e dele tomou posse em 1 de junho. Por aviso de 28 de janeiro de 1854, foi nomeado pelo governo para fazer parte de uma comissão, presidida pelo então Conselheiro José Antônio Pimenta Bueno, para organização de um formulário que regulasse o processo do julgamento perante o júri. Por este serviço foi mandado louvar pelo Imperador, em aviso de 23 de março, e por título de 23 de abril, fez-se-lhe mercê do grau de oficial da Imperial Ordem da Rosa.
Por avisos de 5 de maio e 20 de julho de 1855, foi nomeado para exercer interinamente os cargos de auditor da guerra da Corte, e de chefe de polícia. Serviu como suplente o lugar de juiz dos Feitos da Fazenda, no impedimento do senador Firmino Rodrigues da Silva, e de juiz do comércio no impedimento de Carlos Bulhões e, na divisão das varas do comércio, foi-lhe oferecida uma, que recusou. Presidiu, como juiz da primeira vara do crime, muitos e importantes processos, como o da "Vila Nova do Minho", por cujo resultado foi felicitado pelo então chefe de polícia, Conselheiro Cansanção de Sinimbu.
Tendo entrado, pela primeira vez, na lista dos quinze juízes mais antigos dentre os quais devia ser escolhido um para uma vaga de desembargador, e sendo ele dos o mais moderno dos quinze, o Imperador escolheu-o para preenchê-la e foi nomeado, por dec. de 3 de agosto de 1861, para a Relação do Maranhão, porém logo foi removido para a Corte, em dec. de 23 do mesmo mês. Ainda nesse ano de 1861, foi nomeado, em 14 de setembro, adjunto do Tribunal do Comércio da Corte, passou a fiscal desse Tribunal, em 2 de março de 1864, e seu presidente, em 29 de maio de 1872.
Recebeu o título do conselheiro, por dec. de 24 de janeiro de 1878, e, em 2 de agosto de 1879, foi nomeado ministro do Supremo Tribunal da Justiça, na vaga ocorrida com o falecimento de Francisco Maria de Freitas e Albuquerque, cargo que exerceu até sua morte, no início de janeiro de 1885.
Era casado com Carlota Florim (1824 - 1904), com quem teve os seguintes filhos:
1. Emília de Castro Meneses (1858 - 1872);
2. Carlos Manuel de Castro Meneses (*1861), engenheiro;
3. Alberto Manuel de Castro Meneses (*1863);
4. Oscar Manuel de Castro Meneses (*1866).

Contava com 71 anos ao falecer em sua casa, na rua Passo da Pátria, n.º 33, no bairro São Domingos, em Niterói, e seu corpo foi sepultado no Cemitério do Caju, no Rio de Janeiro.